# Washington State Cougars
A Washington State Cougars (más néven WSU Cougars) a Washington állambeli Pullmanben található Washingtoni Állami Egyetem tizenöt sportcsapatát összefogó, a National Collegiate Athletic Association első osztályában, a Pac-12 Conference tagjaként játszó sportegyesület.
A WSC az NCAA kötelékében kettő nemzeti bajnokságot (beltéri triatlon (1977) és ökölvívás (1937, nem hivatalos)), valamint öt egyéb nemzeti bajnokságot (férfi sportlövészet (1909, 1910, 1915, 1933) és férfi síelés (1953)) nyert meg.
A Cougars az 1916-os Rose Bowl győztese; az idényt 10–0 eredménnyel nyerték meg, ellenfeleiket pedig 204–10-re győzték le. A WSC a Rose Bowl Game-en a Cornell Egyetem ellen 10–0-ra kikapó Harvard Egyetemet legyőző, egyetlen vesztes eredménnyel rendelkező Brown Egyetem ellen játszott, akik ellen 14–0-s győzelmet arattak, ezzel a Rose Bowl bajnokai lettek. A Cornell legközelebb húsz év múlva nyerte el a címet.
A sportegyesület első színei a rózsaszín és a kék voltak, melyeket az első elnök felesége választott, mivel azok a Palouse régió naplementéire emlékeztették. A jelenlegi színeket (karmazsinvörös és szürke) a hallgatók választották egy 1900 novemberi szavazáson.

## Válogatott csapatok
Az intézménynek korábban evezés, ökölvívás, birkózás, gimnasztika és sportlövészet ágakban is tartott fenn válogatott csapatokat. 1937-ben Ike Deeter (1902–2003) edző vezetésével Roy Petragallo és Ed McKinnon ökölvívók egyéni bajnoki címet nyertek, az egyetemi ökölvívó-csapat pedig a WSU történetében először az NCAA bajnoki címének győztese lett; a régióban más sikeres egyetemi csapatok is működtek, a nemzeti bajnoki címet az Idaho Vandals és a Gonzaga Bulldogs is elnyerte. Az 1950-es években a főiskolai ökölvívás utáni érdeklődés megcsappant, így a Cougars csapatát 1960 májusában megszüntették, majd alig egy évvel később az NCAA is befejezte annak támogatását.
A WSU birkózócsapata az 1986-os szezon után, a nőigimnasztika-csapat pedig 1987-ben oszlott fel. A férfi gimnasztikát az 1980-as idény után, a sportlövészetet 1987-ben, a férfi teniszt pedig 1994-ben törölték a kínálatból. Az előbbieken kívül az iskolában férfi úszás és síelés is választható volt.
A Cougars 1977-ben férfi atlétika számban nemzeti bajnok lett.
1983-ig a hallgatók a hazai mérkőzéseket ingyen látogathatták, azonban egy szavazás után belépődíjat vezettek be.

### Amerikai futball
A 2001 és 2003 közötti három idényben a Cougars futballcsapata tíz-tíz győzelmet tudhat magáénak; három értékelés is a tíz legjobb csapat közé sorolja őket, valamint részt vettek a 2001-es Sun-, a 2003-as Rose- és a szintén 2003-as Holiday Bowlon. A csapat 31. edzője a WSU-n végzett Paul Wuff, akit 2011 novemberének végén, a négy idény utáni 9–40-es (.184) mérleg után elbocsátottak; őt a 2012-es szezonban Mike Leach, a Texas Tech Red Raiders korábbi edzője váltotta.

### Kosárlabda
Az 1916–17-es kosárlabda-idény csapata 25–1 arányú eredményt ért el; a kosárlabdacsapatot visszamenőlegesen a Helms Atlétikai Alapítvány és a Premo-Poretta szavazás által is nemzeti bajnokká választották. 1972 és 1983 között George Raveling volt a vezetőedző; ez idő alatt a Cougars kosárlabdacsapata a Pac-10 legjobb egyesületei között volt számon tartva; 1980-ban és 1983-ban pedig az NCAA nemzeti bajnokságáig is eljutottak.
2005-ös vezetőedzővé választása előtt Tony Bennett három szezont töltött el édesapja (Dick Bennett) titkáraként. A 2006–2007-es, illetve 2007–2008-as idényekben Tony csapatai összesen 26 győztes meccset játszottak, ezáltal az 1940–41-es idény játékosaival megegyező eredményt értek el. 2009 áprilisában Bennett az Atlantic Coast Conference-ben játszó Virginia Cavaliershez igazolt.

### Baseball
A Cougars baseballcsapata a Pacific Coast Conference feloszlása, azaz az 1960-as idény óta játszik a Pac-12 Conference első osztályában. 2014 során a csapat négy College World Series- és 16 NCAA-kupán vett részt; ezeken kívül az utóidényben egy Northwest Conference Tournament-, egy Pacific Coast Conference Northern Division Tournament-, egy Pacific-8 Conference North Division Tournament- és négy Pacific-10 Conference Northern Division Tournaments győzelmet könyvelhettek el. A csapat a főszezonban öt Northwest Conference-, 12 Pacific Coast Conference Northern Division-, négy AAWU-, kilenc Pac-8 North Division- és 11 Pac-10 North Division címet tudhat magáénak.

## Riválisaik

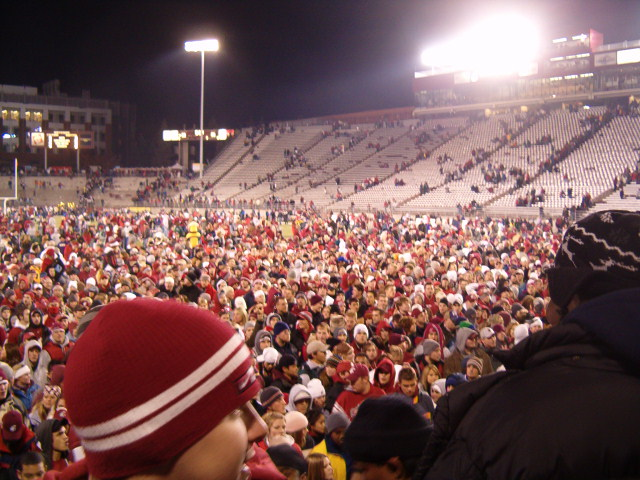
Cougars-rajongók a Martin Stadionban a 2004-es Apple Cup-győzelem után

A WSU legnagyobb ellenfele a Washingtoni Egyetem Washington Huskies sportegyesülete; a két egyetem az idények végén, a november harmadik vasárnapján megrendezett Apple Cupon mérkőzik meg egymással. Az UWH mellett a Cougars más Pac-12-szereplőkkel is rendszeresen találkozik: az Oregon State Beaversszel (Oregoni Állami Egyetem szemben 52-47–3, az Oregon Ducksszal (Oregoni Egyetem) szemben pedig 49-42–7 eredménnyel játszanak.
Az intézményhez legközelebb eső ellenfél a szomszédos Idaho államban, a Moscow-tól 13 km-re fekvő Idahói Egyetem egyesülete, mellyel a Cougars az 1894-től 2008-ig évente, azóta csak időközönként megrendezett Battle of the Palouse keretében mérkőzik meg.

## Hagyományok

### Kabala
Az egyetem első kabalája egy a kampusz területére behozott kutyáról mintázott „Squirt” nevű terrier volt; ez az 1910–1919 közötti időszakban a pennsylvaniai Carlisle-i Indián Ipari Iskola három edzőjéről (Frank Shivley, William „Lone Star” Dietz és Gus Welch) mintázott „Carlisle Connectionre” („Carlisle-i kapcsolat”) módosult.
A WSC és a California Golden Bears közötti első futballmérkőzés (1919) után egy oaklandi karikaturista rajzán a washingtoni puma kergeti a legyőzött CGB-t; az ábra megjelenése után nem sokkal (október 28-án) a WSU hallgatói a pumát választották új kabalájukká.
Az 1927-es Hazatérés napján az Idahói Egyetem elleni mérkőzésen Roland H. Hartley kormányzó egy pumakölyköt mutatott be a hallgatóságnak, amelyet „Governor Hartley”-nek kívántak elnevezni, azonban a férfi ezt visszautasította; a kormányzó javaslatára a kabala nevét végül a spokane-i születésű Herbert „Butch” Meekerről, az egyetem rögbibajnokáról kapta.
A Butch II nevet viselő kölyköt Clarence D. Martin mutatta be 1938-ban. Az állatot a Butch III és Butch IV névre keresztelt ikrek követték, amelyeket Arthur B. Langlie mutatott be a nagyközönségnek 1942 januárjában; a példányokat 1955-ben a szintén Langlie által prezentált Butch V követte. Az intézmény utolsó élő kabalája a seattle-i Woodland Park Zooban élő Butch VI volt, amelyet Albert Rosellini kormányzó ismertetett a hallgatósággal 1964-ben; az állat 1978-ban pusztult el.
Jelenleg az egyesület kabaláját (Butch T. Cougar) egy pumajelmezbe öltözött hallgató testesíti meg, kinek személyazonosságát csak az idény utolsó mérkőzése (általában kosárlabda) után fedik fel.

### Embléma
A sportegyesület logóját a helyi gimnáziumban érettségiző Randall Johnson (1915–2007) művészhallgató tervezte 1936 júliusában, mialatt nyári munka keretében a kampusz útbaigazító jelzéseinek festésén dolgozott. Johnsont Fred Rounds, a kampusz épületeiért és azok környezetéért felelős osztály vezetője kérte fel az embléma megtervezésére; mindketten egyetértettek abban, hogy a képi ábrázolásban meg kell jelennie az iskola kezdőbetűinek (WSC).
Randall néhány éjszakát követően elkészítette a logót, amelyen a WSC betűi egy puma fejét adják ki. Az alkotás elnyerte Fred Rounds tetszését, aki azt bemutatta az intézmény vezetésének; mivel a rektor szabadságát töltötte, az ideiglenes vezető véleményezte azt; engedélyével az embléma először egy egyetemi tehergépjármű ajtaján volt látható. Johnson 1938-ban szerezte meg diplomáját, majd Spokane-be költözött, ahol az áramszolgáltató marketingért felelős személye volt. Amikor 1959-ben a WSC egyetemi rangot kapott, Randall a C betűt U-ra módosította. Randall Johnson az összes, az egyetemhez kapcsolódó embléma jogát példányonként egy dollárért a WSU-nak adta, ahol az öregdiák-szervezet, a hallgatók, az oktatók, valamint az intézmény személyzete használja azokat.

### ZZU CRU
A ZZU CRU az egyesület kosárlabda-csapatának hivatalos rajongói csoportja. A tíz dolláros tagdíjat befizetők egy pólót; több helyi üzletben beváltható, 15 százalékos kedvezményre jogosító kupont kapnak, valamint a mérkőzéseken a jobb pozíciókban elhelyezkedő ülésekre jogosultak, illetve az autogramok kérésénél elsőbbséget élveznek. A rajongói klub székhelye („A Ketrec”) a sportaréna alsó szintjén található. A tagok több eseményen is részt vehetnek, ilyenek a szezonnyitó-, illetve -záró ünnepségek, valamint a ZZU CRU @ the COUG rendezvény. A rajongói csoport tagjai a részvételi aktivitásuk alapján pontokat kapnak; a legtöbb pont a nők mérkőzései után jár. Az idény végén a pontgyűjtőket díjazzák; a legaktívabb csoporttagok ruházati- és sportfelszereléseket nyerhetnek; a két legtöbb pontot összegyűjtő résztvevő jutalma a Pac-12 Tournamentre érvényes belépőjegy volt.
A csoportnak jelenleg tizenkétezernél is több tagja van; a klubba hallgatók, öregdiákok és kívülállók is beléphetnek. A ZZU CRU-t 2005-ben hozta létre egy az egyetemi sportért ideiglenesen felelő öregdiák, akinek célja a hallgatói identitás erősítése volt.

### Győzelmi harang
Az eredetileg a tanórák kezdetét és végét jelző harangot a 19. században telepítették a kampusz központjában; később, mikor automatizálták a rendszert, a jelző először a régi főiskolai épület tetejére, majd a Bryan óratoronyba került. Az eszközt győzelmi harangként először 1902-ben, a női kosárlabdacsapat Washington Huskies elleni nyereségekor használták, majd az Intercollegiate Knights szólaltatta meg azt a labdarúgócsapat győzelmei alkalmából. A harangot ezután a jelenlegi főiskolai épület tetejére, majd jelenlegi helyére, az Öregdiák-központba helyezték át, ahol az öregdiák-szervezet működteti azt a futballcsapat győzelme esetén.

### ESPN College GameDay
Egy nem hivatalos, azonban jól szervezett, a GameDay csapata által is elismert esemény keretében a sportegyesület zászlaja az ESPN minden egyetemi amerikaifutball-közvetítésében megjelent, azonban a WSC rajongói számára nyilvánvalóvá vált, hogy a csatorna csak akkor fog Pullmanből közvetíteni, ha a futballcsapat számottevő eredményeket tud felmutatni. 2018. október 13-án bejelentették, hogy huszadikán a GameDay történetében először a Washingtoni Állami Egyetemről fog közvetíteni.

### Ágyú
Touchdownok, illetve a Cougars győzelmei után a WSU honvédhallgatói egy 75mm-es tarackból vaktölténnyel tüzelnek; a lövés a Martin Stadion környezetében mindenhol hallható. Az ágyút a Washingtoni Nemzeti Őrség adta bérbe az egyetem számára a testnevelési- és a honvédképző tanszék támogatásával; az ágyút működtető kadétok egyben a nemzeti őrség tagjai is. Az eszközt 1993-ban telepítették az egyetemen; 2006-ig a Martin Stadionra néző Compton Szövetségi Épület erkélyéről tüzeltek vele. A Compton átépítése miatt az ágyú egy ideig használaton kívül volt, azonban 2010-ben a könyvtár tetejére, egy szintén a Martin Stadionra néző pontra költöztették át. A tarack a második világháborúból származik, ahol a Fülöp-szigeteket és Guadalcanalt is megjárta. Az ágyú az Electronic Arts EA Sports NCAA Football videójátékában is szerepel, ahol a hagyományoknak megfelelően a Cougars touchdownjai után szólal meg.
2014-től biztonsági okokból az ágyúval csak a Nemzeti Gárda tagjai tüzelhetnek.

## Elnökök
Az egyetemi nyilvántartás szerint elnöki pozíciót az alábbi személyek töltöttek vagy töltenek be:
- Fred Bohler (1915–1948) – a testnevelési tanszék igazgatója[40]
- Earl Foster (1928–1946)[41]
- Lloyd Bury (1946–1949)[42]
- Robert Brumblay (1949–1950)[43][44][45][46]
- Golden Romney (1951–1954) – a testnevelési tanszék dékánja[47][48][49]
- Stan Bates (1954–1971)[50][51][52][53]
- Ray Nagel (1971–1976)[54][55]
- Sam Jankovich (1976–1983)[56][57][58][59][60]
- Dick Young (1983–1987)[61][62]
- Jim Livengood (1987–1994)[63][64][65]
- Rick Dickson (1997–2000)[66][67][68]
- Jim Sterk (2000–2010)[69][70]
- Bill Moos (2010–2017)[71][72]
- John Johnson (2017–2018. ideiglenesen)[73]
- Patrick Chun (2018–)[74]

## Fordítás
Ez a szócikk részben vagy egészben  a   Washington State Cougars című angol Wikipédia-szócikk ezen változatának fordításán alapul.  Az eredeti cikk szerkesztőit annak laptörténete sorolja fel. Ez a jelzés csupán a megfogalmazás eredetét és a szerzői jogokat jelzi, nem szolgál a cikkben szereplő információk forrásmegjelöléseként.